# Ulıqbek Asanbayev
Ulıqbek Asanbayev (in kazako Ұлықбек Асанбаев?, in russo Улугбек Пахритдинович Асанбаев?, Ulugbek Pachritdinovič Asanbaev; Şımkent, 13 settembre 1979) è un ex calciatore kazako, di ruolo centrocampista.

## Palmarès

### Club

#### Competizioni nazionali
- Campionato uzbeko: 1

Paxtakor: 2002
- Coppa dell'Uzbekistan: 2

Paxtakor: 2001, 2002
- Campionato kazako: 2

Aqtöbe: 2007, 2009
- Supercoppa del Kazakistan: 1

Aqtöbe: 2008